# Megaphragma anomalifuniculi
Megaphragma anomalifuniculi är en stekelart som beskrevs av Yuan och Lou 1997. Megaphragma anomalifuniculi ingår i släktet Megaphragma och familjen hårstrimsteklar. Inga underarter finns listade i Catalogue of Life.